# Звучна мъжечна носова съгласна
Звучната мъжечна носова съгласна е вид съгласен звук, използван в някои говорими езици, най-често като алофон на звучната заднонебна носова съгласна или звучната венечна носова съгласна. В Международната фонетична азбука той се отбелязва със символа ɴ. Той е сходен с българския звук, обозначаван с „н“, пред съгласните „к“ и „г“, но учленен още по-назад.
Звучната мюжечна носова съгласна се използва в езици като арабски (انقلاب‎, [ˌɪɴ.qʰɪˈlæːb]]), испански (enjuto, [ẽ̞ɴˈχuto̞]), нидерландски (aangenaam, [ˈaːɴχəˌnaːm]).